# Nørre Vorupør

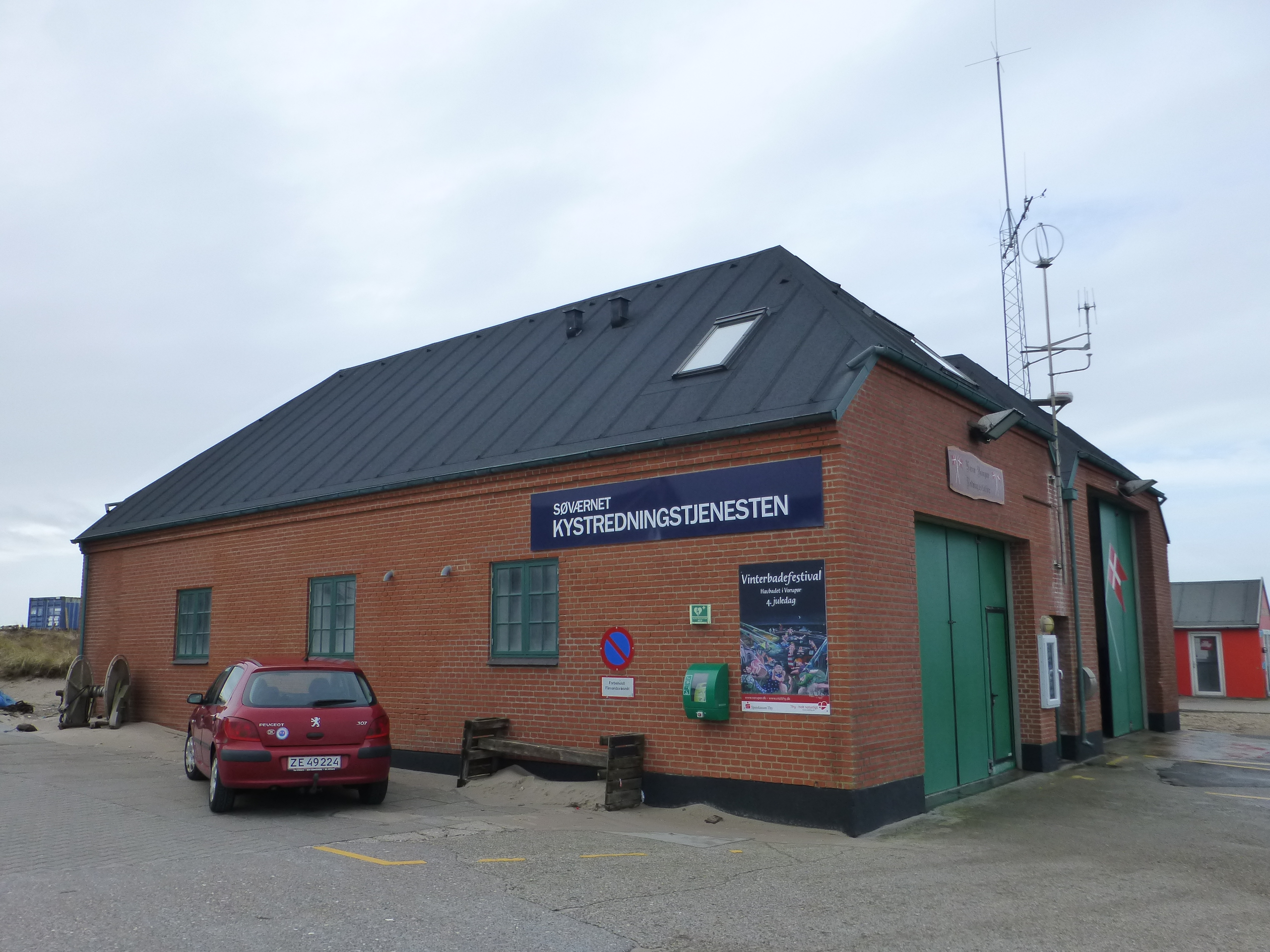
Nørre Vorupørs Redningsstation.

Nørre Vorupør (även: Vorupør) är en tätort i Thisteds kommun i Region Nordjylland i Danmark. Tätorten har 605 invånare (2024). Den ligger på ön Vendsyssel-Thy, cirka 19 kilometer väster om Thisted.
I Nørre Vorupør ligger sedan 1851 Nørre Vorupørs Redningsstation.